# Gisela Eberth
Gisela Eberth ist eine ehemalige deutsche Tischtennisspielerin. In den 1950er Jahren gewann sie mehrere Medaillen bei deutschen Meisterschaften.

## National
Eberth spielte zunächst beim Verein VfL München und ab 1949 bei MTV München von 1879. 1948/49 siegte sie bei den Bayerischen Meisterschaften im Einzel und im Mixed mit Bernhard Bukiet sowie 1949/50 im Mixed mit Leopold Holusek. 1950 gewann sie mit der Mannschaft Bayerns den Deutschlandpokal. Bei den nationalen deutschen Meisterschaften erreichte sie 1949 zusammen mit Hertha Raffalt das Endspiel, mit der gleichen Partnerin (diesmal unter dem Ehenamen Hertha Maier) holte sie 1950 Bronze. In der Saison 1950/51 wurde sie mit der Damenmannschaft von MTV München 1879 Deutscher Meister.